# Howard (efternamn)
Howard är ett engelskt namn, som kan användas både som förnamn och efternamn. Som förnamn är det ett mansnamn.

## Personer med Howard som efternamn

### A
- Arliss Howard (född 1954), amerikansk skådespelare, manusförfattare och regissör

### B
- Bart Howard (1915–2004), amerikansk kompositör
- Ben Howard (född 1987), brittisk singer/songwriter
- Brian Howard (född 1983), engelsk fotbollsspelare
- Bryce Dallas Howard (född 1981), amerikansk skådespelare

### C
- Catherine Howard, grevinna av Suffolk (1564–omkring 1633)
- Charles Howard, flera personer
  - Charles Howard, 2:e earl av Berkshire (1615–1679), engelsk ädling
  - Charles Howard, 1:e earl av Carlisle (1629–1685), engelsk ädling
  - Charles Howard, 3:e earl av Carlisle (1669–1738), brittisk ädling
  - Charles Howard, 10:e earl av Carlisle (1867–1912), brittisk ädling
  - Charles Howard, 12:e earl av Carlisle (1923–1994), brittisk ädling
  - Charles Howard, 10:e hertig av Norfolk (1720–1786), brittisk ädling
  - Charles Howard, 11:e hertig av Norfolk (1746–1815), brittisk ädling
  - Charles Howard, 1:e earl av Nottingham (1536–1624), engelsk ädling
  - Charles Howard, 2:e earl av Nottingham (1572–1642), engelsk ädling
  - Charles Howard, 3:e earl av Nottingham (1610–1681), engelsk ädling
  - Charles Howard, 7:e earl av Suffolk (1693–1722), brittisk ädling
  - Charles Howard, 9:e earl av Suffolk (1675–1733), brittisk ädling
  - Charles Howard, 17:e earl av Suffolk (1804–1876), brittisk ädling
  - Charles Howard, 20:e earl av Suffolk (1906–1941), brittisk ädling
  - Charles Howard, 5:e earl av Wicklow (1839–1881), brittisk ädling
  - Charles Ellis, 6:e baron Howard de Walden (1799–1868)
- Chaunté Howard Lowe (född 1984), amerikansk höjdhoppare
- Clint Howard (född 1959), amerikansk barnskådespelare

### D
- Daniel Howard (1861–1935), president i Liberia
- Denean Howard-Hill (född 1964), amerikansk löpare
- Dick Howard (1935–1967), amerikansk häcklöpare
- Dominic Howard (född 1977), engelsk trumslagare
- Dwight Howard (född 1985), amerikansk basketspelare

### E
- Ebenezer Howard (1850–1928), brittisk stadsplanerare
- Edmund Howard (död 1539), engelsk hovman
- Edward Howard, flera personer
  - Edward Howard (amiral) (död 1513)
  - Edward Howard (biskop) (1877–1983)
  - Edward Howard (dramatiker) (1624–1700)
  - Edward Howard (kardinal) (1829–1892)
  - Edward Howard (vetenskapsman) (1774–1816)
  - Edward Howard, 2:e earl av Carlisle (1646–1692)
  - Edward Howard, 1:e baron Howard av Escrick (död 1675)
  - Edward Howard, 9:e hertig av Norfolk (1686–1777)
  - Edward Howard, 8:e earl av Suffolk (1672–1731)
- Elizabeth Howard(omkring 1480–1538), mor till Anne Boleyn
- Esme Howard, 1:e baron Howard av Penrith (1863–1939), brittisk diplomat
- Esther Howard (1892–1965), amerikansk skådespelare

### F
- Frederick Howard, 5:e earl av Carlisle (1748–1825)

### G
- George Howard, flera personer
  - George Howard (guvernör) (1789–1846), amerikansk politiker, guvernör i Maryland
  - George Howard, 6:e earl av Carlisle (1773–1848), brittisk ädling
  - George Howard, 7:e earl av Carlisle (1802–1864), brittisk ädling
  - George Howard, 9:e earl av Carlisle (1843–1911), brittisk ädling
  - George Howard, 11:e earl av Carlisle (1895–1963), brittisk ädling
  - George Howard, 13:e earl av Carlisle (född 1949), brittisk ädling
  - George Howard, 4:e earl av Suffolk (1624–1691), engelsk ädling
- Guy V. Howard (1879–1954), amerikansk politiker, republikan, senator för Minesota

### H
- Harriet Howard (1823–1865), brittisk älskarinna och finansär till Napoleon III av Frankrike
- Henry Howard, flera personer
  - Henry Howard (1802–1875), brittisk parlamentsledamot
  - Henry Howard (1850–1914), brittisk parlamentsledamot
  - Henry Howard (amerikansk politiker) (1826–1905), guvernör i Rhode Island
  - Henry Howard (konstnär) (1769–1847), brittisk konstnär
  - Henry Howard, 22:e earl av Arundel (1608–1652)
  - Henry Howard, 4:e earl av Carlisle (1694–1758), brittisk ädling
  - Henry Howard, 2:e earl av Effingham (1806–1889), brittisk ädling
  - Henry Howard, 3:e earl av Effingham (1837–1898), brittisk ädling
  - Henry Howard, 4:e earl av Effingham (1866–1927), brittisk ädling
  - Henry Howard, 1:e viscount Howard av Bindon (död 1590), engelsk ädling
  - Henry Howard, 1:e earl av Northampton (1540–1614), engelsk ädling
  - Henry Howard, 2:e earl av Norfolk (1608–1652), engelsk ädling
  - Henry Howard, 6:e hertig av Norfolk (1628–1684), engelsk ädling
  - Henry Howard, 7:e hertig av Norfolk (1655–1701), engelsk ädling
  - Henry Howard, 13:e hertig av Norfolk (1791–1856), brittisk ädling
  - Henry Howard, 5:e earl av Suffolk (1627–1709), engelsk ädling
  - Henry Howard, 6:e earl av Suffolk (1670–1718), engelsk ädling
  - Henry Howard, 11:e earl av Suffolk (1686–1757), brittisk ädling
  - Henry Howard, 10:e earl av Suffolk (1706–1745), brittisk ädling
  - Henry Howard, 12:e earl av Suffolk (1739–1779), brittisk ädling
  - Henry Howard, 13:e earl av Suffolk (1779), brittisk ädling
  - Henry Howard, 18:e earl av Suffolk (1833–1898), brittisk ädling
  - Henry Howard, 19:e earl av Suffolk (1877–1917), brittisk ädling
  - Henry Howard, earl av Surrey (1517–1547), engelsk ädling

### J
- Jacob M. Howard (1805–1871), amerikansk politiker,whigpartist, senare republikan, kongressrepresentant och senator för Michigan
- Jade Howard, född 1995), zambisk simmare
- James Howard, flera personer
  - James Howard-Johnston (född 1942) engelsk historiker
  - James Howard, 3:e earl av Suffolk (1606/1607–1688), engelsk ädling
  - James J. Howard (1927–1988), amerikansk politiker, demokrat, kongressrepresentnant för New Jersey
  - James L. Howard (1818–1906), amerikansk affärsman och politiker, guvrtmöt i Connecticut
  - James Newton Howard (född 1951), amerikansk filmkompositör
- Jeph Howard (född 1979), amerikansk musiker
- Jeremy Howard (född 1981), amerikansk skådespelare
- Jimmy Howard (född 1984), amerikansk ishockeymålvakt
- John Howard, flera personer
  - John Howard (född 1939), australisk politiker
  - John Howard (filantrop) (1726–1790), engelsk filantrop
  - John Howard (matematiker) (1753–1799), skotsk matematiker
  - John Howard (militär) (1912–1999), brittisk officer
  - John Howard (skådespelare) (1913–1995), amerikansk skådespelare
  - John Howard, 1:e hertig av Norfolk (omkring 1430–1485), engelsk ädling
  - John Howard, 15:e earl av Suffolk (1739–1820), brittisk ädling
  - John Eager Howard (1752–1827), amerikansk politiker, federalist, guvernör och senator för Maryland
  - John Eliot Howard (1807–1883), engelsk kemist
  - John Morgan Howard (1837–1891), brittisk politiker
  - John Tasker Howard (1890–1964), amerikansk musikhistoriker
- Juwan Howard (född 1973), amerikansk basketspelare och tränare

### K
- Katarina Howard (1521–1542), engelsk drottning
- Kathleen Howard (1884–1956), kanadensisk skådespelare
- Ken Howard (född 1939), engelsk låtskrivare

### L
- Laura Howard
- Leland Ossian Howard
- Leo Howard
- Leslie Howard
- Lisa Howard
- Luke Howard

### M
- Malcolm Howard
- Michael Howard, flera personer
  - Michael Howard (fäktare) (född 1928), brittisk fäktare
  - Michael Howard (historiker) (född 1922), brittisk historiker
  - Michael Howard (politiker) (född 1941), brittisk politiker

### O
- Oliver Otis Howard

### P
- Philip Howard, flera personer
  - Philip Howard (kardinal)
  - Philip Howard, 20:e earl av Arundel, romersk-katolsk martyr
- Pierre Howard

### R
- Rance Howard
- Rebecca Lynn Howard
- Robert Howard, flera personer
  - Robert Howard (död 1436)
  - Robert Howard (1626–1698)
  - Robert Howard (friidrottare), amerikansk olympier 1996-2000
  - Robert E. Howard
  - Robert L. Howard
- Rodney Howard-Browne
- Ron Howard
- Russ Howard
- Russell Howard
- Ryan Howard

### S
- Shemp Howard
- Sherri Howard
- Steve Howard
- Susan Howard

### T
- T. Henry Howard
- Terrence Howard
- Thomas Howard, flera personer
  - Thomas Howard, 21:e earl av Arundel (1586–1646), engelsk ädling
  - Thomas Howard, 1:e earl av Berkshire (1587–1669), engelsk ädling
  - Thomas Howard, 2:e earl av Effingham (1714–1763), brittisk ädling
  - Thomas Howard, 2:e hertig av Norfolk (1443–1524), engelsk ädling
  - Thomas Howard, 3:e hertig av Norfolk (1473–1554), engelsk ädling
  - Thomas Howard, 4:e hertig av Norfolk (1536–1572), engelsk ädling
  - Thomas Howard, 5:e hertig av Norfolk (1627–1677), engelsk ädling
  - Thomas Howard, 8:e hertig av Norfolk (1683–1732), brittisk ädling
  - Thomas Howard, 1:e earl av Suffolk (1561–1626), engelsk ädling
  - Thomas Howard, 14:e earl av Suffolk (1721–1783), brittisk ädling
  - Thomas Howard, 16:e earl av Suffolk (1776–1851), brittisk ädling
- Tim Howard
- Todd Howard
- Tom Howard (ishockeyspelare)
- Trevor Howard

### W
- William Howard, flera personer
  - Lord William Howard (1563–1640), engelsk adelsman och boksamlare
  - William Howard (frälsningsofficer) (1871–1948), brittisk frälsningsofficer och sångtextförfattare
  - William Howard, 1:e baron Howard av Effingham (1510–1573), engelsk adelsman
  - William Howard, 1:e viscount Stafford (1614–1680), engelskt politiskt offer, katolsk martyr
  - William George Howard, 8:e earl av Carlisle (1808–1889), engelsk präst och adelsman
  - William K. Howard (1893–1954), amerikansk filmregissör